# أليتار
أليتار (بالإنجليزية: ALETAR)‏ هو كابل اتصالات بحري يقع في البحر الأبيض المتوسط يربط بين مصر وسوريا. وقد تم تصميمه ليبلغ سعة نقله 5 جيجابت/ثانية، يبلغ طول الكابل 787 كيلومترًا. بدأ الكابل في العمل من 17 أبريل، 1997.
يصل الكابل بين:
- الإسكندرية، مصر.[1]
- طرطوس، سوريا.[1]